# Bà Rén
De Bà Rén is een rivier in de provincie Quảng Nam, een van de provincies van Vietnam.
De Bà Rén is een aftakking van de Thu Bồn. De aftakking vindt plaats ter hoogte van Điện Quang in de huyện Điện Bàn. Ter hoogte van Duy Vinh in de huyện Duy Xuyên stroomt de Bà Rén in de Ly Ly.